# Skovby (Svans)
 Ikke at forveksle med Skovby (Slesvig).
 For alternative betydninger, se Skovby (flertydig). (Se også artikler, som begynder med Skovby)
Skovby (dansk) eller Schuby (tysk) er en landsby beliggende ved Svansbækken og midtvejs mellem Karby og Fuglsang-Grønholt på halvøen Svansø i det østlige Sydslesvig. Med under Skovby regnes Skovbymark (ty. Schubyfeld), Skovbymølle (Schubymühle), Skovbystrand (Schubystrand), Rorye el. Råryd (Rohrüh), Østerskov (Osterschau) og fiskerstedet Aalbjerg. Administrativt hører landsbyen under Thorpe Kommune (ty. Dörphof) i Rendsborg-Egernfjord kreds i den nordtyske delstat Slesvig-Holsten. I kirkelig henseende hører Skovby under Karby Sogn (Svans Sogn). Sognet lå i Risby Herred (Svans gosdsdistrikt, senere Egernfjord Herred), da området tilhørte Danmark.
Skovby er første gang nævnt 1445. Landsbyen hørte tidligere under Grønholt gods. Samme stednavn forekommer flere gange i det nuværende Danmark og i Michaelis Sogn (Skovby Sogn) ved Slesvig by (→ Skovby). Landsbyen er beliggende i et landbrugspræget område mellem Gereby Skov i vest og Svans Sø og Østersøen i øst.